# 新厂镇 (靖州县)
新厂镇，是中华人民共和国湖南省怀化市靖州苗族侗族自治县下辖的一个乡镇级行政单位。

## 行政区划
新厂镇下辖以下地区：
新厂社区、新厂村、炮团村、姚家村、穆家村、小段村、金星村、皇甫村、善理村、和平村、覃团村、哨团村、燕团村、地交村、冲嫩村、营寨村和八亚村。

## 历史
1995年，新厂乡升格为“新厂镇”。

## 地理
新厂镇坐落在靖州苗族侗族自治县南部，西北是藕团乡，东北是渠阳镇，东和东南是通道侗族自治县，西是平茶镇，西南是贵州省黎平县。
四乡河流经新厂镇。
丁洞水库是新厂镇的主要水库。
最高点是尖山，海拔757米；第二高点是陆家坡，1038米。

## 经济
新厂镇的经济主要依靠农业，水稻、红薯、麦。

## 旅游景点
溶洞是新厂镇的旅游景点。